# Steven Runciman
Sir James Cochran Stevenson Runciman (7. juli 1903 – 1. november 2000) var britisk historiker og byzantinist.
Runciman var en af sin tids største historikere inden for sit felt, der hovedsageligt drejede sig om byzantinsk historie, samt korstogshistorie og for Det Byzantinske Rige relevante nabostaters historie, bl.a. Sicilien.
Hans store sprogkundskaber, der bl.a. omfattede latin, græsk, armensk, georgisk, tyrkisk, russisk og persisk, var ham til stor hjælp igennem hans udforskning af kilderne til Byzantium og korsfarerstaterne. Runciman studerede på Trinity College i Cambridge, hvor han stiftede bekendtskab med den irske historiker og filolog John B. Bury, hvis interesse og forskning inden for byzantinsk historie må have sat sit præg på den unge Runciman.
Runciman var en historiker af den gamle skole. Han spekulerede ikke så meget i de sociologiske og økonomiske sammenhænge, når han skrev historie.
I 1938 arvede Runciman en stor formue fra sin afdøde farfar, hvilket gjorde at han nu kunne sige sit job op og rejse rundt i verden.
Hans produktion af artikler og bøger fortsatte herefter i stort antal, bl.a. med det grundlæggende værk History of the Crusades, der udkom i begyndelsen af 1950'erne.

## Udvalgt litteratur
- Byzantine Civilization (1933)
- A History of the Crusades: Volume 1, The First Crusade and the Foundation of the Kingdom of Jerusalem (1951)
- A History of the Crusades: Volume 2, The Kingdom of Jerusalem and the Frankish East (1952)
- The Eastern Schism: A Study of the Papacy and the Eastern Churches in XIth and XIIth Centuries (1953)
- A History of the Crusades: Volume 3, The Kingdom of Acre and the Later Crusades (1954)
- The Sicilian Vespers: A History of the Mediterranean World in the Later Thirteenth Century (1958)
- The Fall of Constantinople 1453 (1965)
- The Great Church in Captivity (1968)
- The Last Byzantine Renaissance (1970)
- The Orthodox Churches and the Secular State (1972)